# Benoîtville
Benoîtville település Franciaországban, Manche megyében. Lakosainak száma 612 fő (2022. január 1.). Benoîtville Helleville, Grosville, Les Pieux, Sotteville és Tréauville községekkel határos.

## Népesség
A település népességének változása:
| Lakosok száma | 336  | 416  | 443  | 541  | 613  | 622  | 617  | 608  | 610  | 612  |
|               | 1968 | 1982 | 1990 | 2006 | 2013 | 2015 | 2017 | 2019 | 2020 | 2022 |